# Metagonia iviei
Metagonia iviei là một loài nhện trong họ Pholcidae. Loài này được phát hiện ở México.